# Grynszpan
Grynszpan, Cu(CH
3COO)
2·xCuO·yH
2O – mieszanina organicznych związków chemicznych, uwodniona sól podwójna (wodorotlenowa) miedzi i kwasu octowego o zróżnicowanej zawartości anionu octanowego i wody. Powstaje w wyniku roztwarzania miedzi w kwasie octowym w obecności powietrza. Zielononiebieskie ciało stałe w formie proszku lub kryształów. Stosowany jako pigment i pestycyd.

## Etymologia
Nazwa „grynszpan” pochodzi z niem. Grünspan, które wyewoluowało z nazw grüenspān i spāngrüen, będących kalką ze średniołacińskiego viride Hispanicum lub viride Hispanum – „zieleń hiszpańska”. Nazwa odzwierciedla fakt, że pigment ten był importowany z Hiszpanii, gdzie produkowano go z tlenku miedzi(II) i kwasu octowego

## Skład
Ma zróżnicowany skład:
Cu(CH
3COO)
2·CuO·6H
2O
Cu(CH
3COO)
2·CuO·5H
2O – forma niebieska (tzw. grynszpan francuski)
2Cu(CH
3COO)
2·CuO·5H
2O – forma zielona (tzw. grynszpan szwedzki)
Cu(CH
3COO)
2·3CuO·5H
2O
Cu(CH
3COO)
2·2CuO

## Zastosowanie
Leonardo da Vinci opisał stosowanie grynszpanu do uzyskiwania zielonego koloru płomienia, a także jako broń chemiczną – w postaci pyłu rzucany był na wrogie okręty w celu zatrucia załogi.
Grynszpan był wykorzystywany przede wszystkim jako pigment do farb (wycofany ze względu na toksyczność i nietrwałość barwy) oraz jako środek przeciwko szkodnikom (insektycyd i fungicyd). Odmiana zielona nazywana jest grynszpanem szwedzkim, a niebieska grynszpanem francuskim. 
Może być wykorzystywany również w preparatyce nieorganicznej do otrzymywania octanu miedzi(II), a także do wytwarzania zieleni paryskiej i innych pigmentów.

### Pigment
Grynszpan to także sztucznie wytwarzany historyczny pigment zielononiebieski, otrzymywany poprzez korozję miedzi w obecności kwasu octowego. Jest to mieszanina octanów miedzi(II), takich jak Cu(CH₃COO)₂·Cu(OH)₂·6H₂O, używana od starożytności do XIX wieku głównie w iluminatorstwie, polichromii i malarstwie sztalugowym.

### Produkcja i zastosowanie
Grynszpan był znany w starożytności, gdzie wytwarzano go poprzez eksponowanie miedzi na działanie fermentujących substancji organicznych. W średniowieczu i renesansie popularna była metoda polegająca na umieszczaniu płyt miedzianych nad fermentującymi wytłokami winogron lub w occie, co prowadziło do tworzenia się zielonkawego nalotu, który następnie zeskrobywano i suszono. W XVIII wieku Montpellier we Francji stało się centrum produkcji grynszpanu, gdzie kobiety wytwarzały pigment w domowych piwnicach, używając destylowanego wina jako źródła kwasu octowego.
W malarstwie sztalugowym od XV do XVIII w. zieleń miedziowa i wytwarzany na jej bazie żywiczan miedzi, stanowiły najpopularniejszy zielony pigment. Żywiczan miedzi, zwany miedzianką, powstawał w wyniku zmieszania sproszkowanej zieleni miedziowej z żywicą i stosowany był głównie do laserunków.

### Grynszpan w źródłach
W traktacie Il Libro dell'Arte Cennino Cennini poświęca uwagę grynszpanowi (verdigris), opisując zarówno jego właściwości, jak i sposób przygotowania oraz zastosowania w malarstwie. Cennini zauważa, że trawiasta zieleń grynszpanu jest „piękna dla wzroku, ale nietrwała”. Docenia intensywną barwę pigmentu, jednak ostrzega przed jego nietrwałością, prowadzącą do zmian kolorystycznych w czasie. Cennini sugeruje ograniczenie użycia grynszpanu do podłoży malarskich mniej narażonych na degradację, takich jak papier lub pergamin.

## Właściwości chemiczne i fizyczne
Pigment ten jest pleochroiczny, zmieniając barwę od jasnozielonej do ciemnoniebieskiej w zależności od kąta obserwacji. Ma silne właściwości dwójłomności, z wyjątkiem form żywicznych. Jest słabo rozpuszczalny w wodzie, ale rozpuszcza się w kwasach.

## Właściwości w malarstwie
Badania malarstwa potwierdziły, że grynszpan był stosowany jako pigment przez europejskich malarzy od XIII do XIX wieku. W średniowieczu i renesansie pigment ten był powszechnie stosowany w iluminacjach, freskach i obrazach tablicowych. Grynszpan najczęściej występuje w malarstwie sztalugowym z XV do XVII wieku. We wczesnym malarstwie włoskim, niderlandzkim i niemieckim grynszpan był powszechnie używany jako zielony pigment do uzyskiwania intensywnych, czystych zielonych tonów w pejzażach i draperiach, ponieważ ani mieszaniny niebieskich i żółtych pigmentów, ani inne znane wówczas zielone pigmenty – takie jak malachit i zieleń ziemna – nie charakteryzowały się tak silnym kolorem. Powszechną techniką było laserunkowe nakładanie warstwy żywicy miedziowej na kryjącą warstwę gruntu z bieli ołowiowej zmieszanej z grynszpanem lub czasem z grynszpanem zmieszanym z żółcienią ołowiowo-cynową, aby uzyskać głęboką, nasyconą zieleń.
Grynszpan rzadko występuje w malarstwie XVIII i XIX wieku. Może to wynikać z faktu, że w XVIII wieku nie było już szczególnej potrzeby stosowania tej jasnej zieleni, a ponadto zieleń szwajnfurcka (szmaragdowa), pigment trudny do przebicia pod względem intensywności barwy, a następnie zieleń chromowa, były już dostępne od XIX wieku. Niemniej jednak warto zauważyć, że grynszpan w olejowym medium jako farba w tubce był dostępny we Francji jeszcze w 1928 roku.
Grynszpanu używano również w kryjących warstwach malarskich, w których często zawierają dodatki o wysokim współczynniku załamania światła, takie jak biel ołowiowa i/lub żółcień ołowiowo-cynowa, ponieważ bez tych dodatków grynszpan ma słabe właściwości kryjące w medium olejnym. Dodatkowo żółcień ołowiowo-cynowa zmienia niebieskozielony odcień grynszpanu na cieplejszy, bardziej neutralny zielony.

### Zmiany barwy
Wyjątkową cechą farb zawierających grynszpan jest ich podatność na zmianę koloru z niebieskozielonego na zielony. Po nałożeniu na powierzchnię, farby zawierające grynszpan zmieniają kolor z niebieskozielonego na zielony w ciągu około miesiąca. Zmiana ta jest mniej wyraźna w przypadku neutralnego grynszpanu w oleju lnianym i temperze jajowej niż w przypadku grynszpanu zasadowego, co sugeruje, że neutralna forma była preferowana przez artystów.
W literaturze dotyczącej technik malarskich, takich jak prace Thompson (1954) i Van de Graaf (1958), zaleca się mielenie grynszpanu z octem przed użyciem, co przekształca grynszpan zasadowy w neutralny.
Choć pigment ten miał opinię mało odpornego na światło, nowsze badania nie potwierdzają tej cechy. Jednakże, gdy jest mieszany z pigmentami zawierającymi siarkę, takimi jak ultramaryna czy aurypigment (orpiment), może ciemnieć z powodu reakcji chemicznych między siarką a miedzią. Ze względu na swoją niestabilność, grynszpan był rzadko stosowany w malarstwie olejnym, ale znalazł szerokie zastosowanie w iluminacjach rękopisów, gdzie jego intensywny kolor był bardziej pożądany niż trwałość.

### Przyspieszenie schnięcia
Grynszpan był ceniony za właściwości przyspieszające schnięcie farb olejnych i stosowany jako sykatywa. Historyczne źródła, takie jak pisma Félibiena (1660) i Palomina (1715), zalecały dodawanie niewielkich ilości grynszpanu do farb czarnych i czerwonych w celu przyspieszenia ich schnięcia. Może też działać jako przeciwutleniacz, w cienkich warstwach wysychającego oleju lnianego – przynajmniej w określonym zakresie i czasie.

### Reakcje
Grynszpan reaguje z różnymi spoiwami: z żywicami tworzy żywiczany miedziowe, z olejami tworzy oleiniany miedzi, a z białkami tworzy związki miedziowo-białkowe. Farby zawierające grynszpan, mające kilka miesięcy, ulegają niewielkim dalszym zmianom. Zakres zmiany koloru zależy od rodzaju grynszpanu (zasadowy lub neutralny) oraz rodzaju medium wiążącego.

## Trwałość i problemy konserwatorskie
Grynszpan jest pigmentem nietrwałym. W technikach wodnych, takich jak akwarela, szybko blaknie. W olejach może ciemnieć, przechodząc z zieleni w brąz lub czerń, zwłaszcza w obecności światła i powietrza. Reakcje chemiczne z innymi pigmentami, takimi jak biel ołowiowa, mogą prowadzić do dalszych zmian barwy. Ponadto, grynszpan może degradować materiały celulozowe, takie jak papier. W malarstwie miniaturowym korozyjne właściwości zieleni miedzianej są widoczne w postaci zielonych przebarwień często pojawiających się na odwrociu karty.
W błonach olejnych i tłustych emulsjach grynszpan jest laserunkowy i w pewnej mierze światłotrwały, może dlatego, że mogą tam zachodzić reakcje między grynszpanem i kwasami tłuszczowymi dające oleinian miedzi, a w olejnej błonie przyspieszające ponadto wysychanie. W klejach i emulsjach o niskiej zawartości oleju możliwe jest brunatnienie, bo w obecności siarki może się tworzyć siarczek miedzi; możliwe jest także utlenianie do czarnobrązowych tlenków miedzi. Grynszpan jest wrażliwy na alkalia i dlatego nie nadaje się na ścianę.

## Identyfikacja

### Kryteria pewnej identyfikacji
W wielu przypadkach zieleń miedziowa może być rozpoznana bezpośrednio pod mikroskopem. Typowe cechy to: niebiesko-zielony kolor, morfologia cząstek oraz ich pleochroizm.
Dzięki nowoczesnym technikom analitycznym, takim jak spektroskopia w podczerwieni i rentgenowska, możliwe jest dokładne badanie składu chemicznego grynszpanu oraz jego przemian w dziełach sztuki, co stanowi cenne narzędzie w konserwacji i badaniach historycznych.

## Przykłady użycia w dziełach sztuki

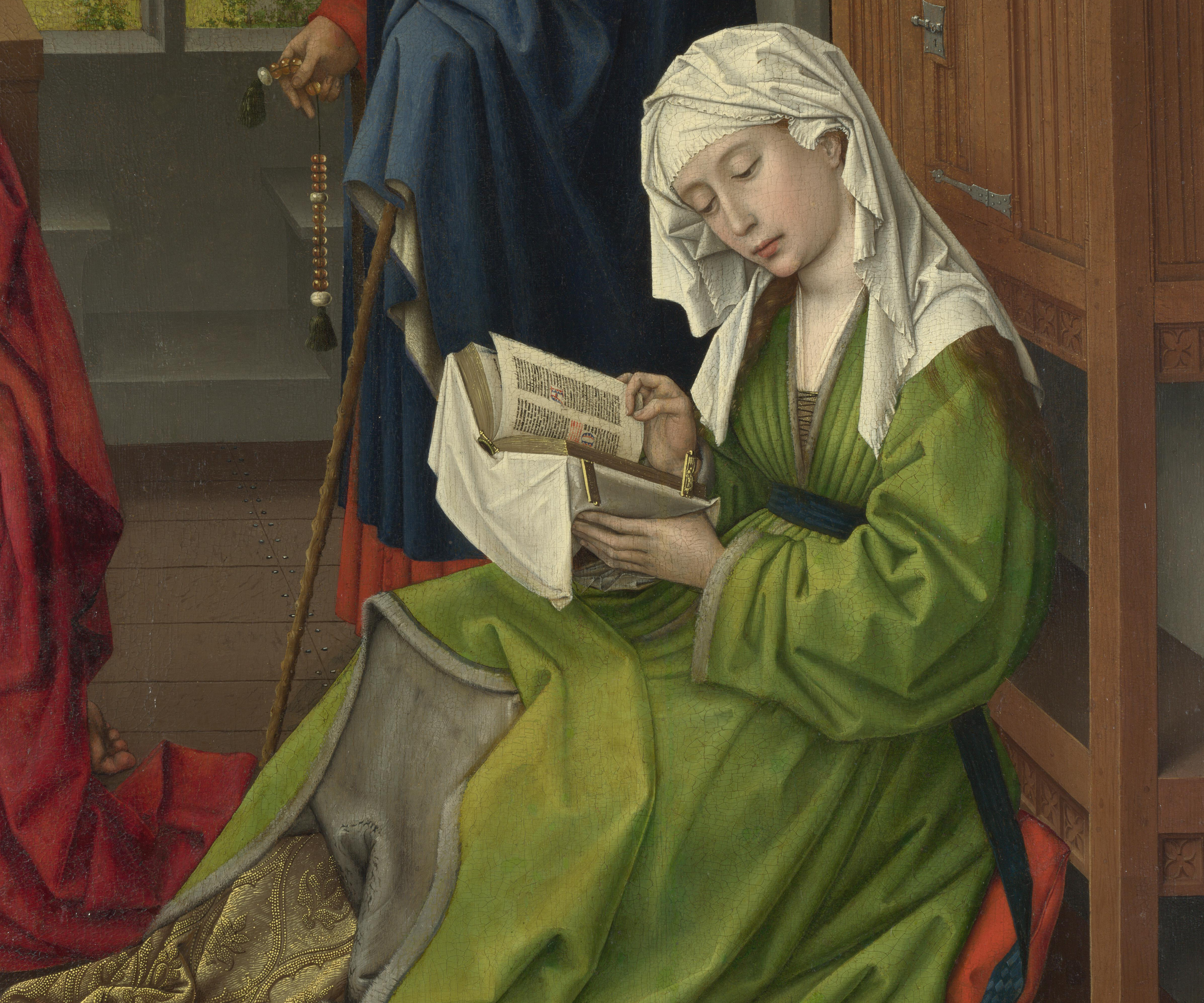
Maria Magdalena czytająca – fragment ołtarza Maria z Dzieciątkiem i świętymi z National Gallery w Londynie

### Malarstwo tablicowe
- Rogier van der Weyden, Maria Magdalena czytająca

Analiza pigmentów opiera się na badaniach grupy naukowców z National Gallery w Londynie.  Aby rozpoznać warstwy materiałowe obrazu oraz zidentyfikować użyte pigmenty zastosowano radiografię rentgenowską (XRR), reflektografię w podczerwieni (IRR), mikro-fotospektrometrię oraz wysokociśnieniową chromatografię cieczową.
Grynszpan rozpoznano w zieleni sukni Marii Magdaleny:
- w nieprzezroczystej warstwie zielonej podmalówki, złożonej z mieszanki grynszpanu, bieli ołowiowej oraz żółcieni ołowiowo-cynowej;
- w warstwie wierzchniej, z użyciem żółci ołowiowo-cynowej i grynszpanu w zmiennych proporcjach: żółć ołowiowo-cynowa dominuje w jasnych partiach, natomiast grynszpan przeważa w cieniach.

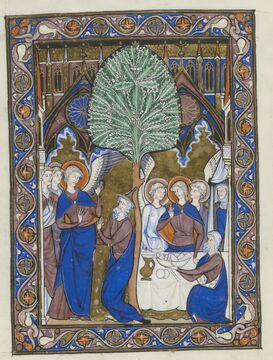
Uczta i Objawienie w Mamre. Bibliothèque nationale de France, Département des Manuscrits, Latin 10525, fol. 7v.

### Malarstwo miniaturowe
- Psałterz Św. Ludwika, miniatura z fol. 7v autorstwa paryskiego iluminatora, Mistrza Noego (Maître de Noah), aktywnego w poł. XIII w. Naukowcy z Projektu MINIARE z Muzeum Fitzwilliam zbadali ten rękopis w celu ustalenia palety miniaturzystów pracujących nad dekoracją tego rękopisu. Analiza została przeprowadzona na miejscu w Bibliotece Narodowej Francji w Paryżu w ciągu jednego tygodnia w grudniu 2017 roku, we współpracy z dr Aurélie Tournié z Centrum Badań nad Konserwacją (Centre de Recherche sur la Conservation). W jej wyniku uzyskano 118 widm FORS (światłowodowaspektroskopia odbiciowa w zakresie światła białego), 34 obrazy mikroskopowe oraz 14 obrazów w bliskiej podczerwieni.  Gryszpan został rozpoznany w zieleni drzewa: barwę jasnej, chłodnej zieleni uzyskano dzięki zmieszaniu grynszpanu z bielą ołowiową[28][29].